# 川尻町停留場
川尻町停留場（かわしりまちていりゅうじょう）は、かつて熊本県熊本市にあった熊本市交通局川尻線に属した電停（廃駅）である。

## 構造
- 専用軌道の末端にあった屋根付きのターミナル駅風で、構造は相対式2面1線であった。

## 歴史
- 1927年（昭和2年）4月19日 熊本電軌川尻線の岡町 - 当駅間延伸に際し、同線の終着駅として開設。
- 1945年（昭和20年）12月1日 熊本市が百貫線と共に川尻線買収、熊本市交通局の路線となる。
- 1965年（昭和40年）2月21日 川尻線廃止に伴い、当駅も廃止。

## 現在
- 廃止後に宮ノ前 - 川尻町区間の軌道跡は、そのまま国道3号バイパスから分岐したバイパス道路になったが、現在は市道となっている。
電停跡には記念碑がある。
産交バスの川尻町停留所が近くにある。かつては熊本市営バスと熊本バスも乗り入れていた。

## 隣の停留場
熊本市交通局
川尻線
岡町電停 - 川尻町電停